# Уезды Японии

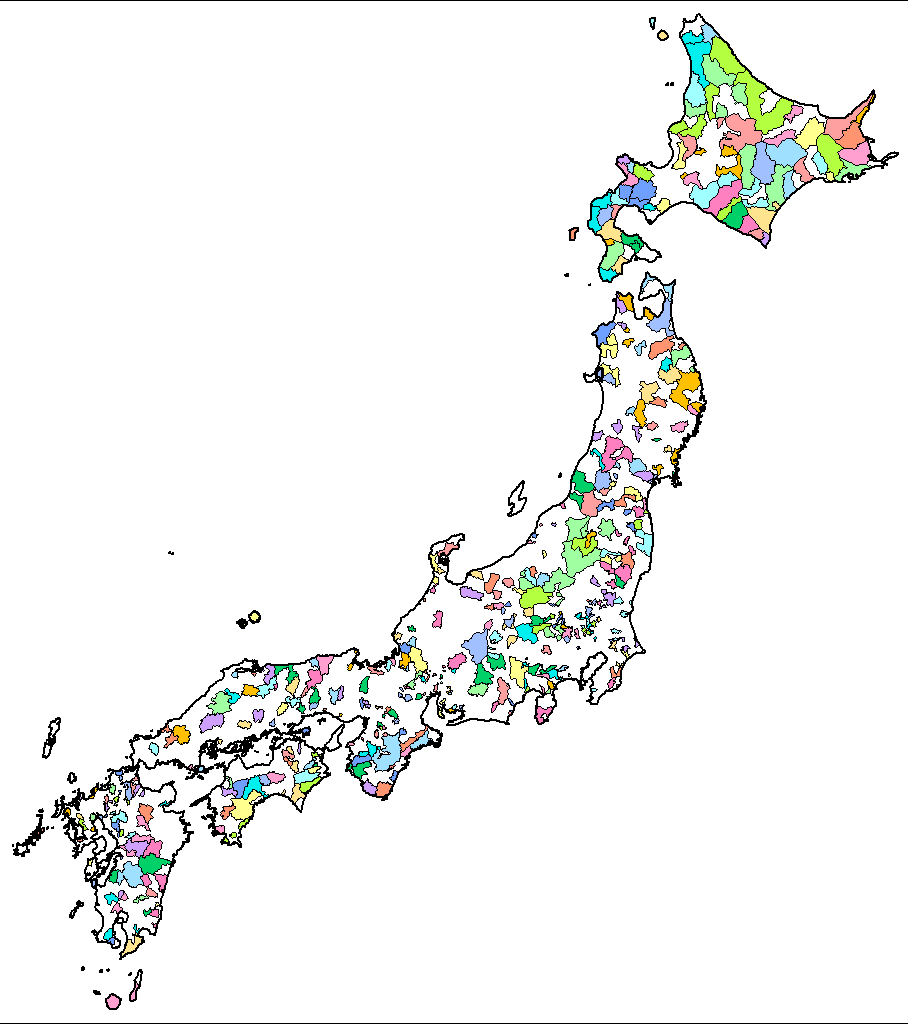
Уезды Японии (выделены различными цветами) на 2004 г.

Уезды Японии (яп. 郡 гун) — административно-территориальные единицы ниже префектурного уровня. В их ведомстве находятся посёлки и сёла. На территории России, Украины и Беларуси аналогами уездов являются районы области, за исключением того факта, что города находятся не в ведомстве уездов.

## История
Начиная с VIII века японский уезд гун был низшей административно-территориальной единицей японских провинций (яп. 国 куни). Ему подчинялись волости (яп. 郷 го) и сёла (яп. 里 сато). Как правило, каждая провинция была разделена на несколько уездов.
После реформ реставрации Мэйдзи в 1878 году уезд продолжал играть важную роль административной единицы, которая была ниже префектуры, но выше города, посёлка и села.
В 1947 году города, которые находились под контролем уездовой администрации префектуры, были переведены в ведомство префектурной администрации, благодаря принятию закона о самоуправлении. Фактически, статус города сравнялся со статусом уезда. В связи с постоянным разрастанием городов большая часть уездов исчезла с карты Японии.
Сейчас уезды существуют в недостаточно освоенных и заселённых районах, там, где урбанизация не приобрела большого размаха. По состоянию на 1 апреля 2010 года в Японии находится 377 уездов.